# Notizie dalle tenebre
Notizie dalle tenebre è un'antologia di racconti dello scrittore statunitense Joe R. Lansdale concepita espressamente per il mercato italiano e uscita nel 2014 per Einaudi con la traduzione di Luca Briasco e un'introduzione appositamente realizzata dall'autore.

## Racconti

### Ombre e sangue
Pubblicato originariamente nel 1996 col titolo The Bleeding Shadow. Incluso nella raccolta Bleeding Shadows del 2013.
Trama
Ricky, un investigatore privato di colore, è contattato da Alma May, una prostituta che è stata la sua amante, perché rintracci suo fratello Tootie, un chitarrista blues partito da casa in cerca di fama. Questi le aveva spedito un disco in cui cantava e suonava nello stile di Robert Johnson, i cui suoni producono nell'ascoltatore sensazioni vieppiù disturbanti.
Ricky si reca all'indirizzo del mittente, il fatiscente Hotel Champion di Dallas, e trova Tootie in una camera, molto provato nel fisico e nell'animo. Tootie fa riprodurre in continuazione un disco, poiché ogni volta che cessa la musica, una creatura tentacolare emerge minacciosa da muro. Egli racconta a Ricky di essere entrato in possesso di due dischi (di cui uno spedito ad Alma May), apparentemente incisioni inedite di Robert Johnson, in un negozio di musica gestito da un tipo inquietante, che gli ha chiesto in cambio la sua anima al momento del trapasso. All'ascolto successivo la voce del cantante aveva assunto il timbro di Tootie, che era diventato molto più bravo anche nel suonare la chitarra, ma poi era comparso il mostro e solo la musica (suonata dal vivo o riprodotta dal disco) riusciva ad allontanarlo. Ricky e Tootie fuggono in auto da Dallas a folle velocità, inseguiti dal mostro che oscura il sole e rende il cielo color sangue. A casa di Alma May, Tootie comprende che non può sfuggire al suo destino e si offre alla creatura, che lo porta via con sé, dopodiché per Ricky e Alma May tutto torna alla normalità.

### Il vecchio sulla sedia a rotelle
Pubblicato originariamente nel 2013 col titolo Old Man in the Motorized Chair. Incluso nella raccolta Bleeding Shadows.
Trama
Lo sceriffo Jim va a far visita all'anziano ex investigatore privato Stubble Fine perché lo aiuti a risolvere il caso della scomparsa di Bert Cornbluth, il marito di Cindy, una donna molto attraente che Jim ha portato con sé. Il vecchio, che non vuole perdersi un documentario sui serpenti velenosi alla televisione, risolve il caso in pochi minuti facendo sfoggio di grandi abilità deduttive: è stata la donna, che ha una relazione con l'incolpevole Jim, a uccidere il marito e a far sparire il cadavere in un pozzo di petrolio poco distante da casa.

### Jack Sei Dita
Pubblicato originariamente nel 2013 col titolo Six-Finger Jack. Incluso nella raccolta Bleeding Shadows.
Trama
Big O, imprenditore edile e boss della malavita, avendo saputo che la sua donna l'ha tradito con un uomo chiamato Jack Sei Dita, la fa uccidere e offre una ricompensa di centomila dollari a chi gli porterà la mano dell'uomo affetto da polidattilia. Un cacciatore di taglie di colore, che ha una relazione con l'amante di Jack, Lootie, si mette sulle sue tracce e riesce a trovarlo nel suo nascondiglio in mezzo ai boschi e a ucciderlo; fa poi sparire il cadavere, non prima di avergli amputato la mano, con la quale si reca da Big O. Questi però finge di non aver promesso alcuna ricompensa in denaro, così il cacciatore se ne va a mani vuote, ma medita di vendicarsi. Lootie, che era d'accordo con Big O fin dall'inizio, fa una soffiata a quest'ultimo, così gli scagnozzi di lui prelevano il cacciatore di taglie e lo seppelliscono in una buca con la sua automobile.

### Strappato via
Pubblicato originariamente nel 2009 col titolo Torn Away. Incluso nella raccolta Bleeding Shadows.
Trama
Il capo della polizia di una cittadina del Texas orientale ferma un uomo all'interno di un'auto in sosta, che mostra una patente che non è la sua. Questi gli spiega di essere capace di mutare forma e gliene dà una dimostrazione; gli racconta di chiamarsi Elton Bloodliner, di essere stato ucciso nella Guerra di Secessione e che il suo potere gli è stato dato da una strega che l'ha resuscitato in cambio della sua ombra, che da allora cresce sempre più; dopo aver rotto il sigillo della strega che l'aveva imprigionata in un recipiente, essa lo insegue per riunirsi a lui e andare insieme nell'aldilà. Il poliziotto, impietosito, lo libera e l'aiuta a fuggire, ma l'ombra riesce comunque a raggiungerlo e ad annichilirlo.

### Mr Orso
Pubblicato originariamente nel 2008 col titolo Mr Bear. Incluso nella raccolta Bleeding Shadows.
Trama
Durante un viaggio di lavoro in aereo da Houston a Denver, Jim si ritrova seduto accanto a un orso che è divenuto celebre come militante ecologista. L'orso lo costringe ad avere una conversazione sgradevole basata sul sesso, poi, giunti a destinazione, lo porta in giro per i bar.
L'indomani mattina, Jim si sveglia in una squallida camera d'albergo con l'orso e due prostitute, una delle quali manca della testa. L'orso uccide anche l'altra e, dopo aver ripulito la stanza, se ne va con Jim al Parco Nazionale di Yellowstone, nella torre d'avvistamento che gli fa da casa. Dice a Jim che vuole che sia il suo nuovo compagno di vita, ma l'uomo non ne è per nulla entusiasta; l'orso allora progetta di ucciderlo e di seppellirlo nel parco, ma Jim gli spara e appicca un incendio attorno alla sua carcassa.

### Bubba Ho-Tep
Pubblicato originariamente nel 1994. Incluso nella raccolta The Best of Joe Lansdale del 2010.
Trama

### Caccia all'anatra
Pubblicato originariamente nel 1986 col titolo Duck Hunt. Incluso nella raccolta The Best of Joe Lansdale del 2010.
Trama
Nel paese di Mud Creek, la prima battuta di caccia è un rito d'iniziazione che coinvolge tutti i ragazzi all'età di quindici anni. Anche Freddie Clover vi partecipa di buon grado, accompagnato dal padre e da un altro cacciatore, non per interesse verso l'attività venatoria ma per essere finalmente considerato un uomo. Nota però qualcosa di strano quando, invece di mirare alle anatre selvatiche, gli viene detto di sparare a un uomo bardato grottescamente come un uccello e legato a un enorme richiamo per le anatre. Nonostante un'iniziale riluttanza, Freddie compie ciò che gli altri cacciatori gli chiedono.

### Vita da soldati
Pubblicato originariamente nel 2010 col titolo Soldierin'. È stato poi incluso nella raccolta Bleeding Shadows e rielaborato per costituire parte del romanzo Paradise Sky del 2015. È stato trasposto a fumetti nei primi due albi della miniserie Deadwood Dick pubblicata da Sergio Bonelli Editore nel luglio-agosto 2018.
Trama
Poco dopo la fine della Guerra di Secessione, il cowboy di colore Wiliford fugge dal Texas per evitare di essere linciato per aver guardato troppo una donna bianca; la sua intenzione è arruolarsi in cavalleria. Durante il viaggio incontra Cullen, un ex schiavo di casa molto legato al suo defunto padrone (che perciò Wiliford soprannomina "il Maggiordomo Negro"), col suo stesso obiettivo. I due fanno insieme il viaggio fino a Fort McKavett, tra i fiumi Colorado e Pecos, e diventano amici. L'ufficiale bianco che comanda il forte, il colonnello Hatch, arruola entrambi, destinando Cullen alle mansioni di cuoco.
Durante una missione di perlustrazione in cerca d'indiani ostili, Hatch se ne va a caccia di cervi con alcuni uomini, lasciando a Wiliford il comando del resto della truppa. Questa però viene effettivamente attaccata da un gruppo di Apache: sopravvivono solo Wiliford e Cullen, dopo aver abbattuto diversi indiani, e riescono a tornare al forte, dove ritrovano il colonnello, che li aveva dati per morti e si congratula per il loro valore.

### Il dio del rasoio
Pubblicato originariamente nel 1987 col titolo God of the Razor. Incluso nella raccolta High Cotton del 2000. Lo spunto è comune al romanzo Il lato oscuro dell'anima.
Trama
Una notte un uomo di nome Richards, in cerca di mobili antichi da acquistare e rivendere, va a ispezionare una casa grande e vetusta. Mentre tenta di addentrarsi nel sotterraneo allagato, viene raggiunto da un ragazzo, che gli racconta che il suo amico Donny vi aveva gettato le vittime dei propri delitti, ordinatigli da un'arcana entità che chiama "il dio del rasoio" e che si era manifestato dopo che Donny era entrato in possesso di quello che sostiene essere il rasoio di Jack lo Squartatore. Richards è impressionato dal racconto al punto che gli sembra che alla luce della luna il ragazzo assuma l'aspetto del dio del rasoio che gli è stato descritto, e che questi intenda prendersi la sua vita. Riesce però ad avere la meglio sul ragazzo, che muore affogato nel sotterraneo. Richards, ora in possesso dell'oggetto maledetto, diventa il nuovo dio del rasoio.

### Le stelle cadono
Pubblicato originariamente nel 2010 col titolo The Stars Are Falling. Incluso nella raccolta Bleeding Shadows.
Trama
Deel Arrowsmith, che ha combattuto nella Prima guerra mondiale nelle schiere canadesi ed è stato creduto morto, torna a casa, dove ritrova il figlio Winston e la moglie Mary Lou. La donna non sembra accoglierlo con grande gioia, e il bambino appare diffidente verso il ritrovato genitore, a differenza che verso l'amico di famiglia Tom Smites, allevatore di cavalli. Nei giorni successivi Deel incomincia a sospettare che Tom fosse l'amante di Mary Lou da prima della propria partenza, e il vero padre di Winston. Per chiarirsi con Tom, lo invita a una battuta di caccia; Tom prende l'iniziativa dicendo a Deel che deve ucciderlo finché poche persone sanno del suo ritorno, per poter vivere tranquillo assieme a Mary Lou e a Winston, ma è Deel che riesce a eliminare il proprio rivale. Arriva poi lo sceriffo Lobo Collins, che dice di sapere della tresca e invita Deel a deporre la sua arma, tanto più che l'uccisione di Tom potrebbe essere ricondotta a legittima difesa, ma il reduce rifiuta e viene abbattuto. Mentre muore, fa propria la frase di un suo commilitone colpito a morte in guerra: "Le stelle cadono".

### La casa e io
Pubblicato originariamente nel 2013 col titolo What Happened to Me. Incluso nella raccolta Bleeding Shadows.
Trama
Tre matricole della Stephen F. Austin University (William, Cliff e il narratore della storia) prendono un appartamento in affitto nella città sede dell'ateneo. William però se ne va subito, dicendo solo di voler frequentare un'altra università; gli altri due, col passare dei giorni, percepiscono delle sensazioni strane e inquietanti. Un giorno in cui si trova da solo, il narratore vede un'ombra, a metà tra umana e arborea, che s'insinua nell'edificio; l'indomani chiede informazioni alla proprietaria, che lo indirizza da Matilda Wright, un'anziana che un tempo viveva nella casa ed ora abita in un ospizio. Lo studente le parla dei sinistri eventi, e la vecchia a sua volta gli racconta che, da bambina, aveva un'amica di nome Elizabeth, che incontrava nel folto del bosco vicino alla casa e che lei sola poteva vedere. Immagina che Elizabeth fosse "uno spirito dei primordi" e che cerchi di entrare nella casa perché vuole incontrarla ancora. Matilda si fa quindi accompagnare dallo studente nel bosco e nella casa, restandovi per la notte. 
Al calar delle tenebre si sviluppa un vento così impetuoso da fare la casa a brandelli, ed appare Elizabeth con l'aspetto che Matilda aveva da bambina. L'anziana le parla e in un qualche modo riesce a placarla, facendo sì che lo spirito entri in lei. Qualche anno dopo, alla morte di Matilda, la sua camera si presenta devastata come se vi si fosse sviluppata una tromba d'aria.

### Una sera al biliardo
Pubblicato originariamente nel 2010 col titolo Shooting Pool. Incluso nella raccolta Bleeding Shadows.
Trama
Alcuni ragazzi sono soliti passare le loro serate alla Rugger's Pole Hall, allettati dalla possibilità di giocare al biliardo e di fare la conoscenza dei tipi che la frequentano, tra i quali il piccolo delinquente Ray Martin Winston.
Una sera si presenta al locale Ross, un uomo di colore vestito da bifolco che sfida Ray Martin al tappeto verde. Ross perde le prime due partite ma vince la terza e la quarta, alzando ogni volta la posta. Ray lo accusa di aver perso di proposito le prime partite per spingerlo a puntare più forte e gli spara in fronte, uccidendolo, poi costringe gli astanti a portare il cadavere fuori dal biliardo, minacciandoli di riservar loro la stessa fine se parleranno dell'accaduto. I ragazzi rimangono così scossi da non tornare più al locale.

### L'uomo pieghevole (Basato sulla leggenda dell'auto nera)
Pubblicato originariamente nel 2010 col titolo The Folding Man (Based on the black car legend). Incluso nella raccolta Bleeding Shadows.
Trama
Di ritorno in automobile da una festa di Halloween, Harold, William e Jim fanno uno scherzo a un gruppo di suore dall'aspetto cadaverico che viaggia su una macchina nera. Questa vettura insegue poi quella dei ragazzi e le si affianca: a quel punto una suora fa mulinare fuori dal finestrino una tavola di legno, che colpisce Harold sfondandogli il cranio, poi manda fuori strada l'auto dei ragazzi. Un'altra suora estrae dal bagagliaio dell'auto nera una sagoma umana ripiegata, che manda all'inseguimento di Jim e William, il secondo dei quali viene acchiappato e massacrato. Jim si rifugia nel cimitero delle automobili dello sfasciacarrozze Gordon, che diventa un'altra vittima dell'uomo pieghevole; riesce poi a disfarsi di questo essere facendolo investire da un camion sulla strada mentre viene inseguito. Alle prime luci dell'alba, le suore se ne vanno, dopo aver raccolto i resti dell'uomo pieghevole e delle sue vittime.

### La caccia: prima e dopo
Pubblicato originariamente nel 2012 col titolo The Hunt: Before, and the Aftermath. Incluso nella raccolta Trapped in the Saturday Matinée .
Trama
Un'epidemia ha trasformato in zombie gran parte della popolazione degli Stati Uniti. Le donne di bell'aspetto vengono fatte lavorare in appositi bordelli finché i loro corpi non iniziano a corrompersi, poi sono portate con gli altri morti viventi in riserve di caccia dove questi possono essere eliminati sportivamente. Un uomo di New York porta con sé sua moglie Livia in una battuta di caccia per farsi perdonare la sua scappatella con una prostituta zombie. Riconosciuta quest'ultima, è Livia ad eliminarla definitivamente. 

### In riva al mare, vicino al grande scoglio
Pubblicato originariamente nel 1984 col titolo Down By the Sea, by the Great Big Rock. Incluso nella raccolta High Cotton.
Trama
Una famiglia (il padre Murray, la madre Toni e i figli Robyn e Roy) si accampa sulla spiaggia vicino al "grande scoglio". Il giorno dopo il loro arrivo, gli adulti iniziano a nutrire dei cattivi pensieri: Murray prima ha delle tentazioni omicide verso la moglie, poi diventa manesco con i figli. Toni, in uno stato simile alla trance fa strage dei suoi congiunti. Il responsabile di tutto è il grande scoglio, in realtà un mostro marino che semina l'odio in tutte le creature che gli si avvicinano.

### L'Isola del Terrore
Pubblicato originariamente nel 2010 col titolo Dread Island. Incluso nella raccolta Bleeding Shadows.
Trama
Durante le notti di luna piena compare in mezzo al Mississippi una strana isola, chiamata dalla gente del fiume "l'Isola del Terrore". Una di queste notti, Huck Finn e l'ex schiavo Jim sono intenti a pescare quando sono interrotti da Becky Thatcher, preoccupatissima perché il suo fidanzato Tom Sawyer e Joe Harvey sono andati sull'isola: li prega quindi di andare a dare un'occhiata. Huck, che è anche indispettito perché Tom si è rivolto a Joe anziché a lui, accetta, e Jim lo accompagna, ma lo mette in guardia dicendogli che, secondo i racconti uditi da bambino da un vecchio negro chiamato "zio Tom", l'isola sarebbe popolata da strane creature, molte delle quali malevole. 
I due raggiungono l'isola con la loro zattera e vi assistono ad un processione di animali umanizzati, come quelli che descriveva lo zio Tom. Si nascondono poi in una piccola grotta, che risulta essere la tana di Fratel Coniglietto. Questi spiega che l'isola era un tempo (quando vi approdò lo zio Tom in fuga dalla schiavitù) un luogo piacevole dove vivere, ma che le cose sono cambiate dopo che Compare Volpone si è impossessato di uno strano libro, portato da un uomo col turbante, e si è messo a capo di una setta che adora un essere mostruoso chiamato Becco Tagliente. Huck e Jim decidono allora di lasciare l'isola al più presto, ma sono catturati con Fratel Coniglietto da Compare Volpone e dai suoi seguaci, che li portano sul luogo del sacrificio, dove sono radunati anche altri esseri umani (tra i quali Tom, Joe e l'aviatrice Amelia Earhart) assieme ad oggetti caduti dal cielo (come una bomba atomica). Le litanie cantate dagli adepti evocano Becco Tagliente, la cui apparizione è però rallentata da una tempesta vorticosa, che dà a Huck il tempo di liberare sé stesso, i suoi amici e l'aviatrice. Compare Volpone, Compare Orso e Joe sono decapitati dalle protuberanze di Becco Tagliente, infuriato perché gran parte delle vittime gli sono sfuggite; Huck, Jim e Tom decollano con Amelia sul suo aereo, da dove vedono l'esplosione della bomba. L'aereo poi precipita nel fiume; Amelia perde la vita ai comandi, ma i tre amici si salvano. L'isola non viene avvistata mai più.

## Edizioni
- Joe R. Lansdale, Notizie dalle tenebre, collana Stile Libero Big, traduzione di Luca Briasco, Torino, Einaudi, 2014, ISBN 978-88-06-22197-3.